# Манитоба
Манито́ба (англ. Manitoba, МФА: [ˌmænɨˈtoʊbə]) — канадская провинция, расположенная в центре страны в регионе Канадские прерии. Провинция в основном равнинна, на её территории насчитывается более 110 тысяч озёр. Для Манитобы характерен континентальный климат.
В провинции проживает более 1 300 000 человек. Базовой отраслью экономики является сельское хозяйство, в основном сосредоточенное в плодородных южной и западной частях провинции. Кроме того, в провинции развиты транспорт, горнодобывающая и обрабатывающая промышленность, а также лесное хозяйство, энергетика и туризм.
Торговцы мехом впервые прибыли в эту местность в конце XVII века. Основное заселение происходило в последней трети XIX века и первой трети XX века. В 1870 году после восстания на Ред-Ривер Манитоба стала одной из провинций Канады. В 1919 году в Виннипеге прошла всеобщая забастовка. Тяжёлое экономическое состояние во время Великой депрессии привело к возникновению одной из главных политических партий провинции — Новой демократической партии Манитобы.
Столицей Манитобы является Виннипег. В нём располагаются провинциальные правительство, Законодательное собрание, Апелляционный суд. Город является крупнейшим в провинции, в нём проживает более 630 тысяч человек. В городе Гимли проживает крупнейшая исландская община за пределами самой Исландии.

## География

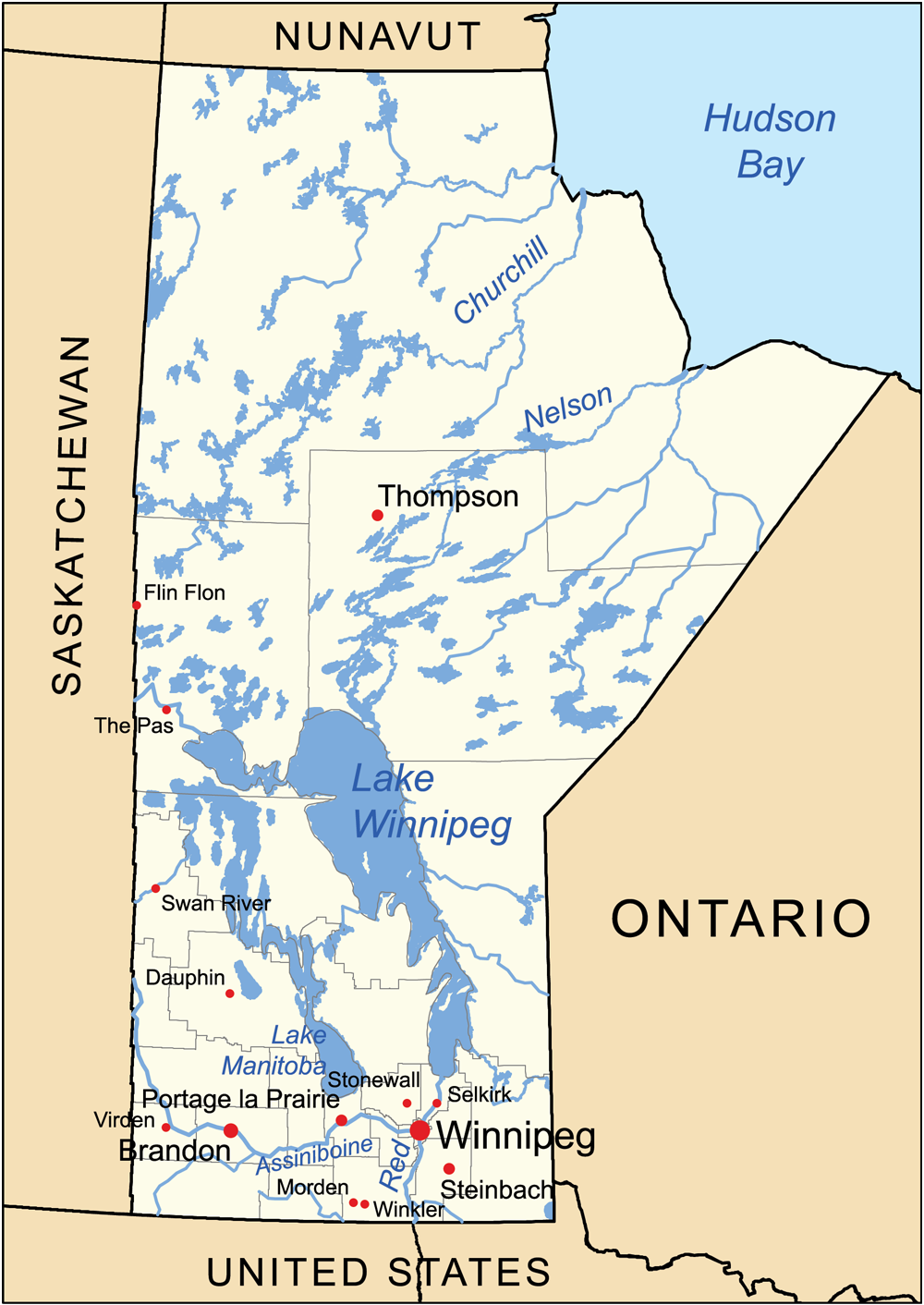
Карта Манитобы

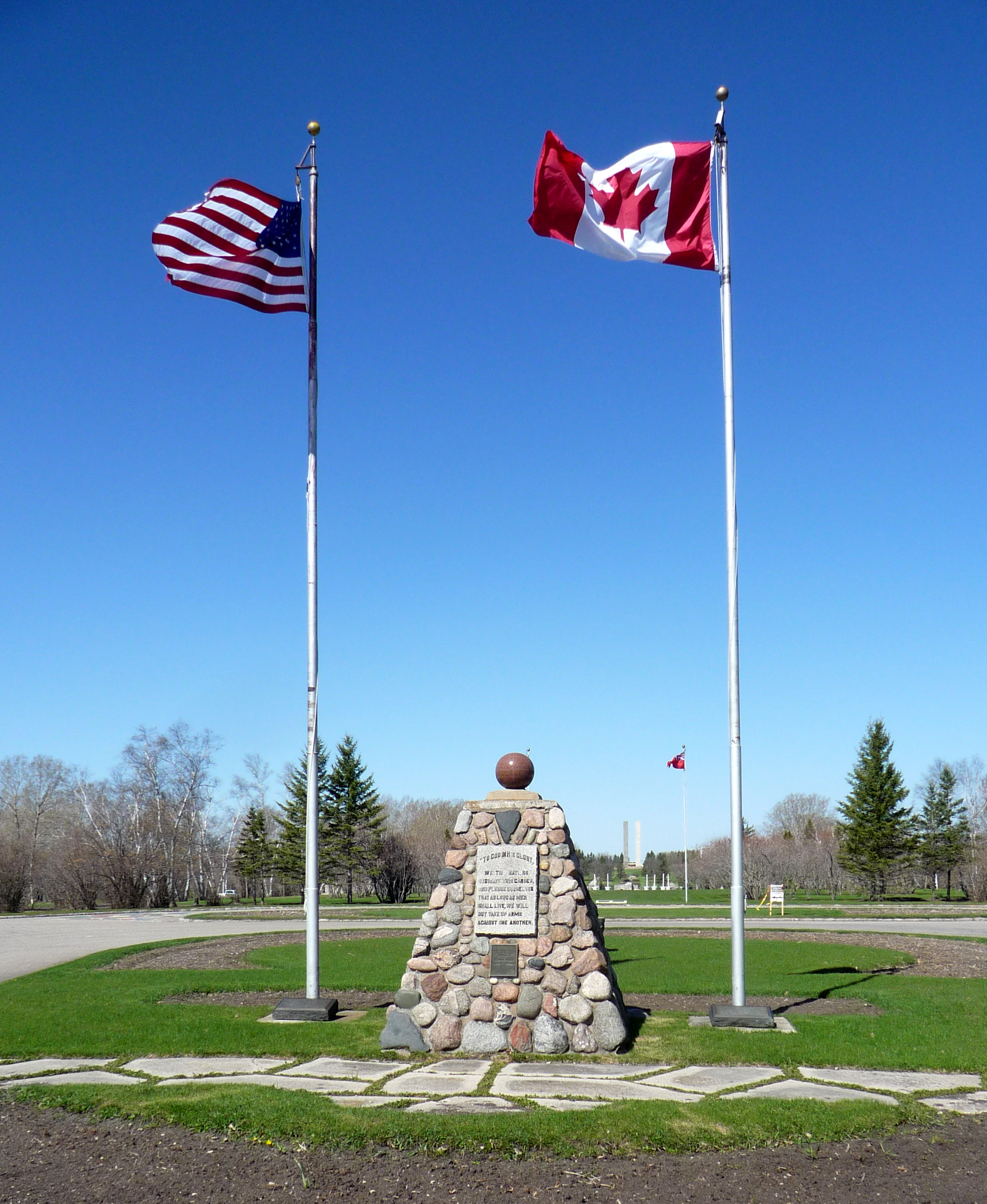
Международный сад мира, разделённый между Манитобой и Северной Дакотой (США).

Манитоба граничит с провинциями Онтарио на востоке и Саскачеван на западе, с территорией Нунавут и Северо-западными территориями на севере, а также американскими штатами Северная Дакота и Миннесота на юге, а на северо-востоке омывается Гудзоновым заливом.

### Гидрография
У провинции есть морская береговая линия по Гудзонову заливу, более 110 тысяч озёр занимают около 15,6 % территории, или 101 593 км² поверхности. Основными озёрами Манитобы являются озеро Манитоба, Виннипегозис и озеро Виннипег, десятое по величине пресноводное озеро в мире. Некоторые земли индейцев и тайга на восточной стороне озера Виннипег являются кандидатами в список Всемирного наследия ЮНЕСКО. Крупнейшие реки провинции — Ред-Ривер, Ассинибойн, Нельсон, Виннипег, Хейс, Уайтшелл и Черчилл. Значительные территории заселённого юга провинции когда-то были частью доисторического ледникового озера Агассис. В этом регионе, в частности, в долине Ред-Ривер, местность плоская и плодородная; есть холмистые и каменистые участки на всей территории края, которые были оставлены отступающими ледниками.

### Рельеф
Гора Болди — самая высокая точка в провинции — 832 метра над уровнем моря, а побережье Гудзонова залива является самой низкой точкой. Горы Райдинг, холмы Пембина, и Канадский щит — возвышенными районами. Большая часть провинции — северные и восточные области — лежит на гранитном Канадском щите. Щит в основном состоит из возвышенной холмистой местности и содержит много озёр и рек, активно используемых для производства электроэнергии. Щит также охватывает низины около Гудзонова залива. На территории Канадского щита невозможно поддерживать интенсивное сельское хозяйство, хотя существуют натуральное сельское хозяйство и малые молочные фермы во многих долинах рек и вокруг озёр, особенно в южных регионах. Тайга охватывает большую часть щита. Регион Канадского щита известен своими обширными запасами полезных ископаемых. Малые складки местности Манитобы были сформированы во время отступления ледника Висконсин в конце последнего ледникового периода. Большая часть низменности Агассис, крупнейшие озёрные равнины в Северной Америке (286 000 км²), сельскохозяйственные угодья из-за плоского характера местности требует обширной системы дренажа.

### Климат

Торнадо в Манитобе

Для Манитобы характерен резко континентальный климат, температура и среднегодовое количество осадков, в целом, сокращаются с юга на север, а осадки уменьшаются с востока на запад. Манитоба далека от смягчающего влияния обоих горных хребтов: Кордильер и Аппалачей и крупных водоёмов, а также из-за в основном равнинного пейзажа, она открыта для холодных масс арктического воздуха высокого давления с северо-запада в течение января и февраля. В летнее время воздушные массы часто выходят из южной части Соединённых Штатов, а тёплый влажный воздух идёт к северу от Мексиканского залива.
В южных частях провинции, расположенных к северу от коридора торнадо, каждый год бывают сильные торнадо. В 2006 году было зарегистрировано пятнадцать таких случаев. 22 и 23 июня 2007 года также были отмечены торнадо, самым большим из которых был смерч пятого уровня по шкале Фудзиты, разрушивший несколько районов Эли. Это был сильнейший смерч, официально зарегистрированный в Канаде.
Каждое лето отмечается превышением температуры в 30 °C. Городу Карман принадлежит рекорд по самому высокому индексу температуры с учётом влажности в Канаде — 53,0.
По данным Министерства окружающей среды и экологии Канады, Манитоба занимает первое место по количеству безоблачных дней за год, второе место — по ясным дням в летнее время, и является самой солнечной провинцией в зимний и весенний периоды. В городе Портидж-ла-Прери наблюдается наибольшее количество солнечных летних дней в стране, Виннипег занимает второе место по ясным дням круглый год и является вторым солнечным городом в Канаде, в основном, зимой и весной. Для южной Манитобы характерен длинный безморозный сезон от 125 до 135 дней в долине Ред-Ривер. Северные земли провинции (включая город Томпсон) находятся в зоне субарктического климата. Этот регион характеризуется долгой и очень холодной зимой и кратким, тёплым летом, с небольшим количеством осадков. Ночью температура опускается вплоть до −40 °C и морозы стоят несколько дней, каждую зиму.
Юг провинции Манитоба (в том числе город Виннипег) находится во влажной зоне континентального климата. Для этого района характерна холодная и ветреная зима с частыми метелями из-за открытого характера местности и жаркое лето, которое в этом регионе является самым влажным в области прерий, с умеренным количеством осадков. Юго-запад Манитобы более сухой и склонный к засухам, чем другие части юга провинции. Этот район характеризуется холодной и ветреной зимой и частыми метелями из-за открытости ландшафта. Лето, как правило, тёплое и жаркое, с низкой и умеренной влажностью.
| Город            | Июль (°C) | Январь (°C) |
| ---------------- | --------- | ----------- |
| Виннипег         | 26/13     | −13/−20     |
| Портидж-ла-Прери | 25/13     | −12/−23     |
| Дофин            | 25/12     | −12/−23     |
| Брендон          | 25/11     | −13/−24     |
| Пас              | 23/12     | −16/−26     |
| Томпсон          | 23/9      | −19/−31     |

### Флора и фауна

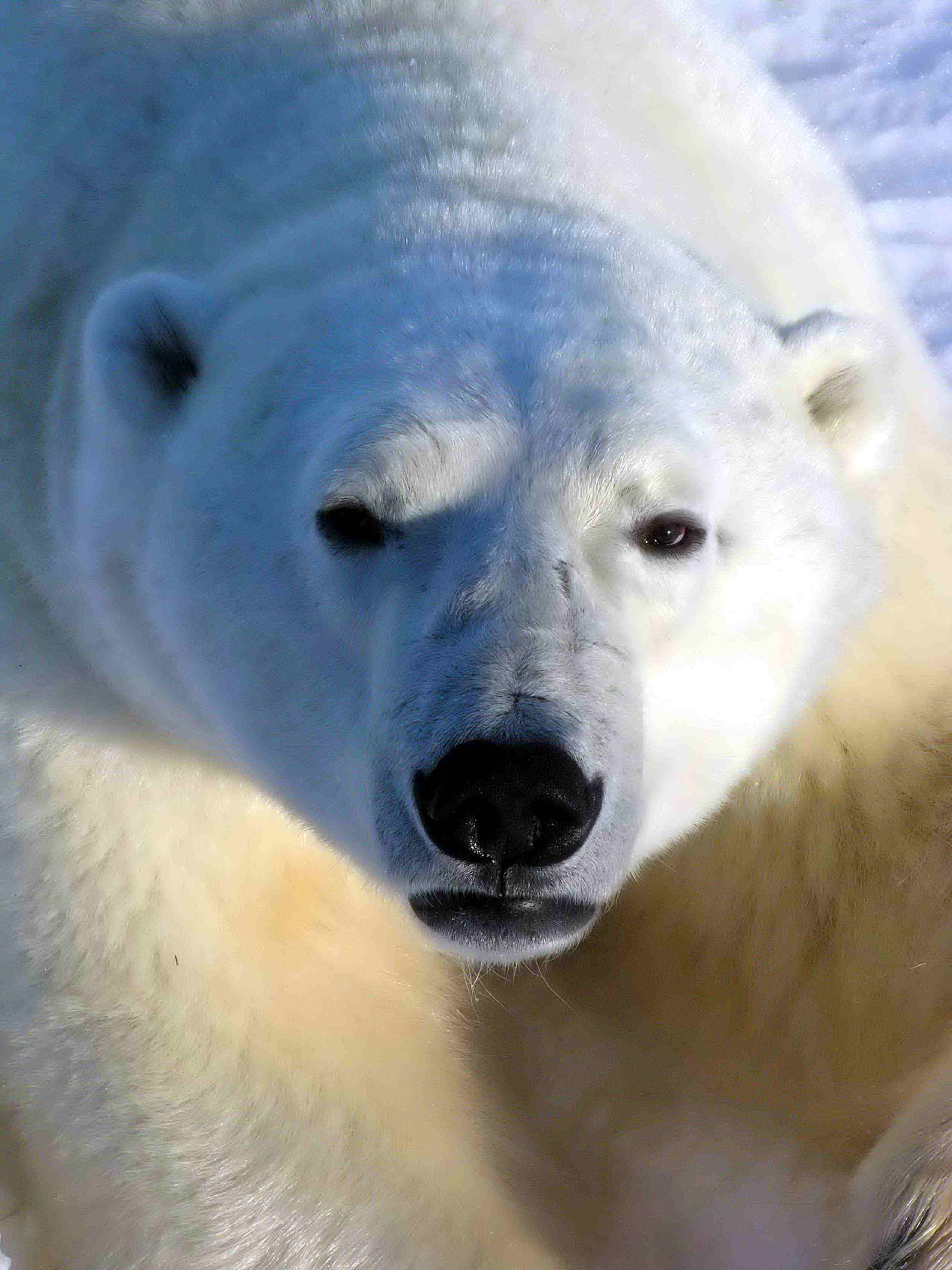
Белые медведи встречаются на севере провинции

Восточные, юго-восточные и северные районы провинции покрыты бореальными хвойными лесами, болотами и небольшим участком тундры на побережье Гудзонова залива. Леса занимают около 263 000 км², или 48 % от площади провинции. Леса состоят из сосны, ели, лиственницы, тополя, берёзы и небольших очагов туи западной (называемой в тех местах белым кедром). Высокотравные прерии доминируют в южной части провинции.
Манитоба является ареалом различных видов животных. Область Черчилл, где особенно многочисленна популяция белого медведя, часто называют «Медвежьей столицей». Другие крупные животные, такие как лоси, олени, волки, водятся по всей провинции, особенно в провинциальных и национальных парках. В Манитобе живёт более 145 видов птиц, в том числе бородатая неясыть, официальная птица провинции, а также находящийся под угрозой исчезновения сапсан. В озёрах Манитобы обитает 18 видов промысловых рыб, в частности, форель и щука, а также множество мелких рыб.

### Экология
Министерство охраны окружающей среды Манитобы отвечает за экологическое состояние провинции. В Манитобе существует сеть провинциальных охраняемых природных парков, кроме того существует ряд правительственных программ, призванных защитить окружающую среду от загрязнения. Имеется также провинциальная программа высаживания 5 000 000 деревьев за 5 лет. В Манитобе относительно благополучная экологическая ситуация, так как в провинции нет тяжёлой промышленности, основными загрязнителями окружающей среды являются животноводческие комплексы.
Но существует и ряд проблем с экологией.
В 2000 году организация Rural Groundwater Quality Initiative провела экспертизу качества подземных вод в сельской местности путём случайной выборки 1000 скважин; было обнаружено, что 43 % из этих скважин не выполнили канадских нормативов качества питьевой воды. То же исследование показало, что 16 % скважин превышали нормативы для нитратов. Учёные из Университета Манитобы сделали вывод о том, что необходимо от 4 до 6 раз больше земли, чем есть в настоящее время, для безопасной переработки жидких отходов свиноферм. Накопление фосфора и распространение его во время дождей и таяния снега является одним из основных источников питания сине-зелёных водорослей в озере Виннипег. В 2005 году запрос Freedom of Information показал, что более половины из навозных хранилищ провинции, в которых установлены наземные системы мониторинга вод, имеют утечку.

## История

### Этимология названия
Название провинции возможно связано с названием озера Манитоба. Существуют ещё несколько теорий, объясняющих происхождение названия. Первая гласит, что это слово произошло от ассинибойнского языка; слов «мини» и «тобу», которые означали «озеро в прериях». Согласно второй теории происхождение слова восходит к языку кри, к слову «маниотапу», которое означало глухой звук, издаваемый волнами, — от соприкосновения волн озера Манитоба с галькой. Этот шум породил легенду, что это звук, издаваемый духом (маниту), бьющим в барабан.

### Индейцы и европейская колонизация
Географический район современной провинции Манитоба был населён людьми вскоре после последнего ледникового периода. Ледники отступили на юго-западе около 10 тыс. лет назад. Первым был заселён современный округ Тертл Маунтин. Оджибве, кри, атабаски , сиу и ассинибойны строили поселения и вступали в торговлю с другими племенами. На севере провинции добывался кварц для наконечников стрел. Впервые сельское хозяйство в провинции Манитоба появилось вдоль Ред-Ривер, где выращивались кукуруза и другие культуры.

Исторический флаг компании Гудзонова Залива

В 1611 году Генри Хадсон стал одним из первых европейцев, плававших в Гудзоновом заливе, где он был оставлен своим экипажем. Первые европейцы во главе с сэром Томасом Баттоном достигли современных центральной и южной частей провинции Манитоба, затем они прошли вверх по течению реки Нельсон до озера Виннипег в 1612 году в безуспешной попытке найти и спасти Хадсона. Британский корабль «Нонсуч» исследовал Гудзонов залив в 1668—1669 годах, став первым торговым судном, вошедшим в район. Это путешествие привело к образованию Компании Гудзонова залива, которая получила от британского правительства весь водораздел. Этот бассейн был назван Землёй Руперта, после того как принц Руперт помог субсидировать Компанию Гудзонова залива. Фактория Йорк-Фэктори была основана в 1684 году как первый форт Компании, но позже её разрушили французские конкуренты.
Пьер Готье де Варенн, сьёр де Ла-Верандри посетил долину Ред-Ривер в 1730 году, чтобы помочь открыть область для французской разведки и торговли. После того как французские путешественники исследовали этот район, Монреальская Северо-Западная компания начала торговать с метисами. И Монреальская Северо-Западная компания, и Компания Гудзонова залива строили форты для торговли мехами; две компании конкурировали в южной части провинции Манитоба, что иногда приводило к вспышкам насилия, — до тех пор, пока они не объединились в 1821 году. Великобритания закрепила за собой эти территории в 1763 году в результате победы над Францией в Семилетней войне (также известной как франко-индейская война, 1754—1763).
Основание первых сельскохозяйственных общин и поселений относится к 1812 году. Они появились к северу от района, в котором в настоящее время находится город Виннипег. Это привело к конфликту между британскими колонистами и метисами. Двадцать колонистов, в том числе губернатор, и один метис были убиты в битве при Севен-Оксе в 1816 году.

### Восстание на Ред-Ривер

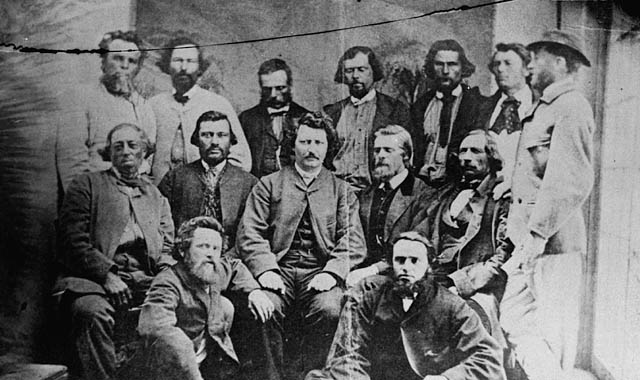
Провинциальное правительство метисов Манитобы

В 1869 году лейтенант-губернатором Северо-Западных территорий был назначен англоканадец Уильям Макдугалл. Местные франкоговорящие метисы были недовольны его кандидатурой. Ещё до того, как приобретённые у Компании Гудзонова Залива земли были официально переданы Канаде, Макдугалл выслал землемеров, чтобы разбить территорию будущей Манитобы согласно клеточной застройке, применяемой в Онтарио. Метисы во главе с Риелем помешали Макдугаллу вступить на территорию Манитобы. Метисы создали провинциальное правительство, куда включили равное с ними число англоязычных представителей. Риель вёл прямые переговоры с канадским правительством о создании провинции Ассинобойа. Тем временем, люди Риеля арестовали сопротивлявшихся провинциальному правительству. Среди них был оранжист Томас Скотт, которого вскоре казнили за угрозы в адрес лидера восстания. Однако, вскоре самопровозглашённое правительство провинции и правительство Канады достигли соглашения. В 1870 году законодательное собрание приняло Закон о Манитобе, согласно которому поселения на Ред-Ривер входили в конфедерацию как провинция Манитоба, также туда были включены некоторые требования Риеля, такие как отдельные французские школы для детей метисов и защита католического вероисповедания.
После того, как соглашение было достигнуто, канадское правительство выслало войска, чтобы утвердить федеральную власть. Войска состояли из канадской милиции (ополчения) и регулярных частей британской армии, возглавлял войска полковник Гарнет Вулзли. Федеральные власти были недовольны казнью Томаса Скотта и приказали арестовать лидера восстания. Луи Риель бежал до того, как войска достигли Форт-Гарри в Манитобе. Прибытие федеральных войск обозначило конец восстания. Луи Риель преследовался Гарнетом Вулзли и бежал в изгнание.
Нужды метисов игнорировались канадским правительством в их попытках получить землю, обещанную им в рамках вступления провинции Манитоба в конфедерацию. Столкнувшись с расизмом нового потока белых поселенцев из Онтарио, большое количество метисов переехало в земли будущих Саскачевана и Альберты.
Пронумерованные договоры были подписаны в конце XIX века с руководителями различных коренных народов, которые жили в этом районе. Эти договоры закрепили конкретные обещания земли для каждой семьи. В результате была создана система резерваций под юрисдикцией федерального правительства. Предписанное количество земли, обещанное коренным народам, не всегда давалось, что привело к протестам групп коренного населения, многие из которых все ещё продолжаются.

### Конфедерация

Рост Канадских территорий

Первоначальная территория провинции при вхождении в Канадскую конфедерацию была в 18 раз меньше её нынешнего размера. Из-за небольшого размера Манитобу называли «почтовой маркой». Её границы были расширены в 1881 году, но Онтарио оспорило большую часть земли, часть спорной территории отошла к Онтарио в 1889 году. Манитоба росла постепенно, поглощая земли Северо-Западных территорий, пока не достигла сегодняшних размеров, достигнув 60° с. ш. в 1912 году.
Языковой вопрос в Манитобе показал глубокие расхождения в культурных ценностях на территории провинции. Франко-католические манитобцы были обеспечены государственной поддержкой отдельных школ в первоначальном тексте конституции Манитобы, но политическое движение английских протестантов с 1888 года по 1890 год потребовало прекратить финансирование французских школ. В 1890 году законодательное собрание Манитобы приняло закон, лишивший финансирования французские католические школы. Французское католическое меньшинство попросило помощи у федерального правительства, однако Орден оранжистов и другие антикатолические силы мобилизовали общенациональную кампанию против них. Консерваторы на федеральном уровне предложили пересмотреть законодательство, чтобы переопределить Манитобу, но они были заблокированы либералами во главе с Уилфридом Лорье, который выступил против пересмотра законодательства из-за своей веры в права провинций. После своего избрания премьер-министром в 1896 году, Лорье реализовал компромисс, по которому католики в Манитобе могли иметь своё собственное религиозное обучение в течение 30 минут в конце дня, если было достаточно учеников, чтобы оправдать его, обучение осуществлялось на основе школы.

### XX век
К 1911 году Виннипег стал третьим по величине городом в Канаде и оставался им до того момента, пока его не обогнал Ванкувер в 1920-х. Город, возникший в результате экономического подъёма, быстро рос примерно в начале века, и внешние инвесторы и иммигранты внесли большой вклад в этот успех. Снижение темпов роста приходится на вторую половину второго десятилетия XX века, в результате открытия Панамского канала в 1914 году, что позволило снизить зависимость от трансконтинентальных железных дорог в области торговли, а также снижения иммиграции из-за начала Первой мировой войны. Более 18 тысяч жителей провинции Манитоба были мобилизованы в первый год войны, а к концу войны 14 манитобцев получили Крест Виктории.

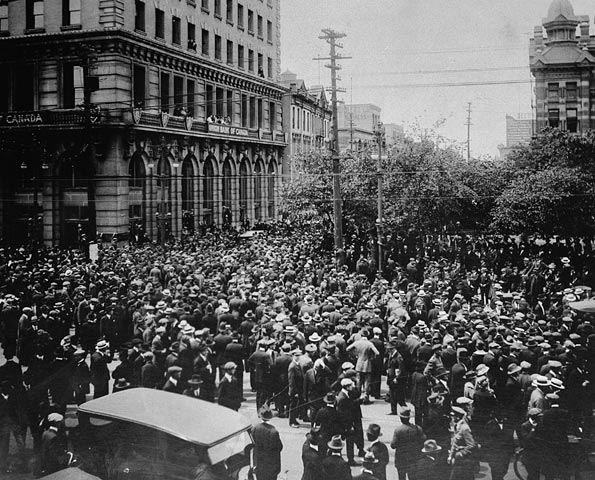
Толпа, собравшаяся в центре города во время всеобщей забастовки 21 июня 1919 года

После того как Первая мировая война закончилась, большое недовольство среди фермеров (из-за цен на пшеницу) и членов профсоюзов (из-за заработной платы) привело к подъёму радикализма, в связи с ростом большевизма в России. Наиболее драматические результаты имела Виннипегская всеобщая забастовка 1919 года. Она началась 15 мая и закончилась 25 июня, после того как рабочие постепенно вернулись на свои рабочие места, а также после того как Центральный стачечный комитет решил прекратить забастовку. Правительство попыталось силой подавить забастовку, Королевская конная полиция ворвалась в толпу демонстрантов, что привело к многочисленным жертвам и одной смерти, а затем арестовало лидеров движения. В межвоенный период 8 лидеров забастовочного движения подверглись судебному разбирательству, большинство из них были осуждены по обвинению в подстрекательстве к мятежу, заговоре, незаконных комбинациях; из них четыре человека были иностранцами, которых депортировали в соответствии с канадским Законом об иммиграции.
Великая депрессия особенно тяжело ударила по Западной Канаде, в том числе по провинции Манитоба. Крах мирового рынка в сочетании с резким падением сельскохозяйственного производства вследствие засухи привели к диверсификации экономики, переходу от опоры на производство пшеницы к добыче полезных ископаемых и развитию промышленности. Кооперативное Содружество Федерации Манитобы, предшественник Новой демократической партии Манитобы, было основано в 1932 году. Канада вступила во Вторую мировую войну в 1939 году. Виннипег был одним из основных центров по подготовке лётчиков-истребителей для всего Содружества, по всей провинции появились учебные заведения для лётчиков. Некоторые полки, набранные в основном из манитобцев, были развёрнуты за рубежом. В рамках кампании по сбору средств на нужды войны в 1942 году было проведено мероприятие «Победный кредит». Участники презентации смоделировали нацистское вторжение и оккупацию Манитобы, и в конце концов было собрано более 65 миллионов канадских долларов.
Виннипег был затоплен в 1950 году рекой Ред-Ривер и вынужден был частично эвакуироваться. В том же году, Ред-Ривер достигла самого высокого уровня с 1861 года и затопила большую часть долины Рид-Ривер. Ущерб, причинённый в результате наводнения, заставил тогдашнего премьера Даффа Роблина инициировать строительство сливного туннеля для Ред-Ривер, он был завершён в 1968 году после шести лет земляных работ. В 1997 году «Наводнение века» причинило ущерб более чем на 400 млн долларов провинции Манитоба, но сливной туннель спас Виннипег от наводнения.
За 20 лет с 1970 год по 1990 год произошло радикальное изменение политической ситуации в Манитобе, исчезла Либеральная партия Манитобы, а Новая демократическая партия пришла к власти под руководством Эдварда Шрейера и Говарда Поли. Правящая партия провела ряд законов в социалистическом духе, таких как государственное страхование автогражданской ответственности и приобретение правительством провинции компании Inter-City Gas Co. Правительство также попыталось ввести предоставление государственных услуг также на французском языке, что вызвало к жизни старые споры о статусе французского языка, в результате от этого пришлось отказаться. Консервативное правительство Филмона в 1990-х столкнулось с теми же проблемами, что и остальная Канада — ростом государственного долга и медленным экономическим ростом.
В 1990 году премьер-министр Брайан Малруни попытался провести ряд поправок к Конституции, чтобы убедить Квебек одобрить Конституционный акт 1982 года. Требовалась единодушная поддержка в парламенте, чтобы обойти консультации с общественностью. Манитобский политик Элайджа Харпер, выходец из народа кри, выступил против, потому что не верил, что интересы «первых наций» были надлежащим образом учтены, и таким образом соглашение не удалось.

### Экономическая история

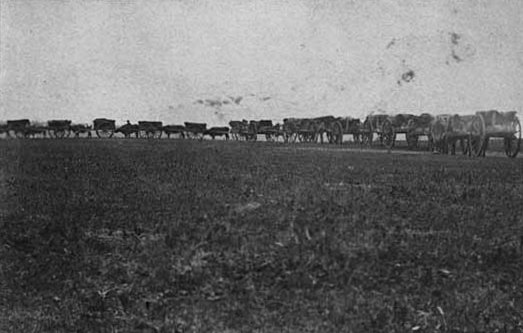
Поезд из телег на Ред-Ривер

Племена индейцев Манитобы (кри, оджибве, дене, сиу и ассинибойны) следовали за стадами бизонов и собирались иногда для взаимной торговли в определённых местах. После прибытия первых европейских торговцев в XVII веке экономика сосредоточилась на торговле бобровыми шкурками и другими мехами. Первые поселенцы-земледельцы прибыли в 1811 году под предводительством лорда Селкирка, хотя торговля мехами под руководством Компании Гудзонова залива продолжала оставаться важнейшей частью экономической жизни.
Контроль Компании Гудзонова Залива над Землёй Руперта был упразднён в 1868 году, в 1870 году Манитоба стала провинцией, вся земля стала собственностью федерального правительства, которое стало раздавать её поселенцам. Поселенцы как правило занимались на ней сельским хозяйством. В этот период были построены трансконтинентальные железные дороги, которые облегчили торговлю. Экономика Манитобы зависела от сельского хозяйства вплоть до периода засухи и Великой Депрессии, которые привели её к дальнейшей диверсификации.
После Второй мировой войны экономика Манитобы была отмечена быстрым ростом на севере провинции. Освоение богатых месторождений никеля в северной Манитобе компанией Inco Ltd привело к основанию города Томпсон, колебания состояния которого отражали изменение мировых цен на сырьевые товары. Регион стал местом нескольких «мегапроектов», в том числе освоения лесных ресурсов операции в Пас, а также строительство огромной ГЭС на реке Нельсон. Экономическая ситуация в Манитобе, таким образом, смешанная — продолжается спад сельскохозяйственного производства, что было компенсировано ростом в лёгкой промышленности, издательском деле, швейной промышленности и экспорте электроэнергии в США.

## Население

### Численность населения

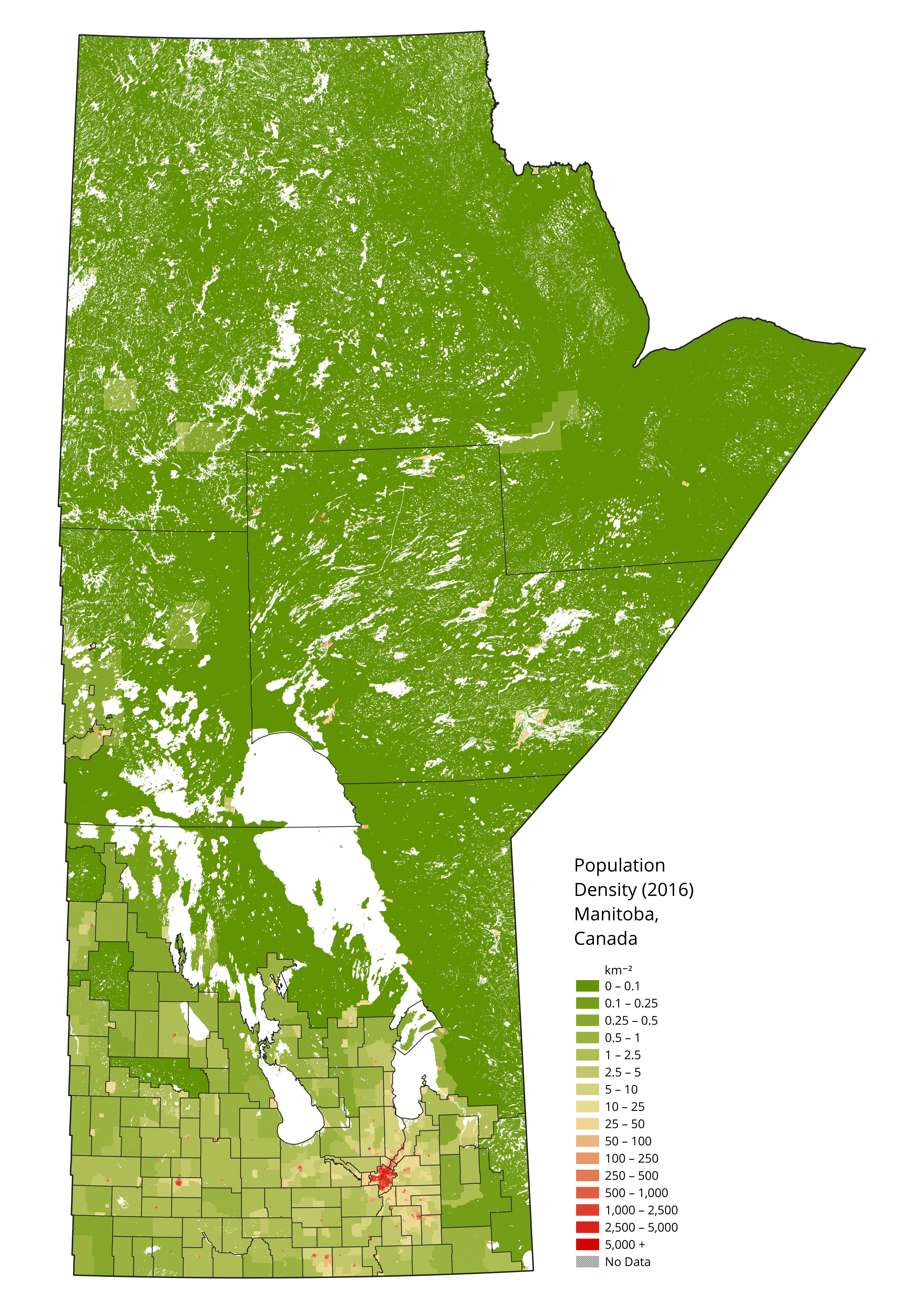
Плотность населения Манитобы

Население Манитобы составляет более 1 200 000 человек. Плотность населения провинции составляет 2,3 человека на км². Более половины население проживает в Виннипегском регионе. Виннипег является восьмой по величине агломерацией с населением в 778 489 человек (перепись 2016 года).
Согласно переписи 2016 года, население Манитобы составляет 1 278 365 человек, проживающих в 539 748 домохозяйствах. По сравнению с 2011 годом население увеличилось на 5,8 %.
Суммарный коэффициент рождаемости в Манитобе в 2016 году составил 1,85, среди провинций более высокий СКР наблюдается только в Саскачеване.
Количество зарегистрированных безработных в 2016 году составляло 44 690 человек, уровень безработицы — 6,7 %.
Медианный годовой доход домохозяйств в 2015 году составил $68 147.
Изменение в возрастном составе жителей провинции характеризуется старением населения, однако не столь значительным, чем в остальной Канаде:
| Возрастная группа | Перепись 2016 | Перепись 2016     | Перепись 1996 | Перепись 1996     |
| Возрастная группа | Численность   | Доля от населения | Численность   | Доля от населения |
| ----------------- | ------------- | ----------------- | ------------- | ----------------- |
| до 14 лет         | 243 820       | 19,1 %            | 244 610       | 22,0 %            |
| 15-64 лет         | 835 580       | 65,4 %            | 717 110       | 64,4 %            |
| старше 65 лет     | 198 965       | 15,6 %            | 152 170       | 13,7 %            |

В 2019 г. средняя ожидаемая продолжительность жизни достигла значения в 80,1 увеличившись на 0,2 по сравнению с 2010 годом. Среднее значение по стране — 82.

### Этническое происхождение
Две трети жителей Манитобы имеет европейское происхождение. Пятую часть населения составляет коренное население (индейцы и метисы). Велика доля украинцев.
|    | Этнос     | Население (2016) | Доля   |
| -- | --------- | ---------------- | ------ |
| 1  | Англичане | 245 960          | 19,8 % |
| 2  | Канадцы   | 240 835          | 19,4 % |
| 3  | Немцы     | 220 735          | 17,8 % |
| 4  | Шотландцы | 208 065          | 16,8 % |
| 5  | Украинцы  | 180 055          | 14,5 % |
| 6  | Ирландцы  | 156 145          | 12,6 % |
| 7  | Французы  | 148 740          | 12,0 % |
| 8  | Индейцы   | 142 820          | 11,5 % |
| 9  | Метисы    | 91 120           | 7,3 %  |
| 10 | Поляки    | 88 090           | 7,1 %  |
|    | …         |                  |        |
| 12 | Русские   | 58 225           | 4,7 %  |

Доля была рассчитана исходя из количества респондентов, ответивших на вопрос о своей этнической принадлежности (1 240 700).
При ответе на вопрос об этническом происхождении респондентам разрешалось давать несколько ответов.

### Религия
Большинство жителей Манитобы принадлежат к христианским конфессиям: согласно данным переписи 2001 года, 758 760 жителей Манитобы (68,7 %) сообщили о том, что они христиане, 13 040 (1,2 %) иудеи, 5745 (0,5 %) буддисты, 5485 (0,5 %) сикхи, 5095 (0,5 %) мусульмане, 3840 (0,3 %) индуисты, 3415 (0,3 %) человек исповедовали местные верования, и 995 (0,1 %) принадлежали к языческим культам. 201 825 жителей Манитобы (18,3 %) не сообщили о религиозной принадлежности. Крупнейшими христианскими конфессиями по числу приверженцев были протестантизм с 38,3 % (465 790) римско-католическая церковь с 292 970 (27 %); Крупнейшие протестантские деноминации: Объединённая церковь Канады с 176 820 (16 %) и Англиканская церковь Канады с 85 890 (8 %)
.

### Язык
Английский язык в Манитобе занимает доминирующее положение, свыше 70 % населения указали его в качестве родного. Высока доля носителей немецкого языка.
|   | Язык        | 2006    | Доля (2006) | 2016    | Доля (2016) | 2021    | Доля (2021) |
| - | ----------- | ------- | ----------- | ------- | ----------- | ------- | ----------- |
| 1 | Английский  | 838 415 | 74,9 %      | 900 610 | 73,2 %      | 935 110 | 73,7 %      |
| 2 | Тагалог     | 22 490  | 2,0 %       | 48 530  | 3,9 %       | 50 540  | 4,0 %       |
| 3 | Немецкий    | 67 030  | 6,0 %       | 63 825  | 5,2 %       | 40 280  | 3,2 %       |
| 4 | Французский | 43 960  | 3,9 %       | 40 520  | 3,3 %       | 36 740  | 2,9 %       |
| 5 | Панджаби    | 6 340   | 0,6 %       | 18 320  | 1,5 %       | 33 315  | 2,6 %       |
| 6 | Китайский   | 6 345   | 0,6 %       | 18 305  | 1,5 %       | 12 455  | 1,0 %       |
|   | …           |         |             |         |             |         |             |
| 9 | Русский     | 3 450   | 0,3 %       | 9 130   | 0,7 %       | 9 095   | 0,7 %       |

Те ответы, где в качестве родного языка было указано несколько языков, в таблице не учтены.

### Крупнейшие муниципальные образования
Почти 60 % населения провинции проживает в агломерации Виннипега.

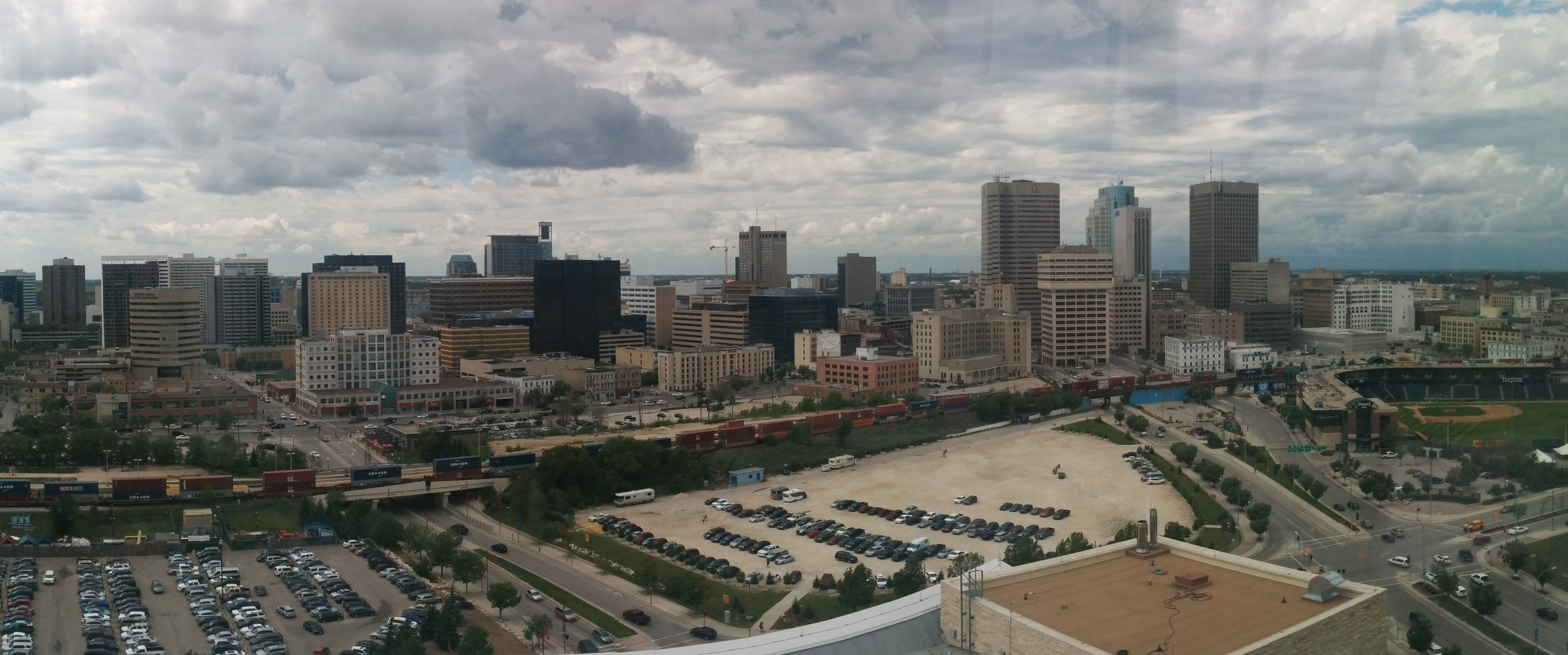
Виннипег

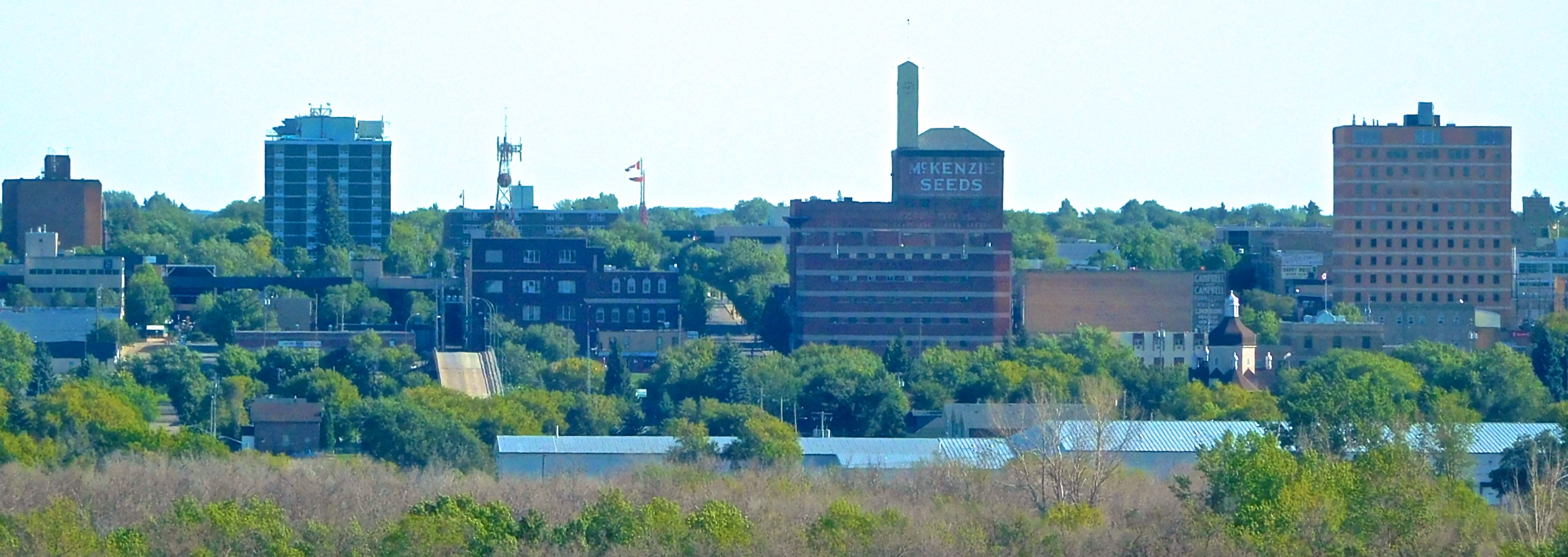
Брендон

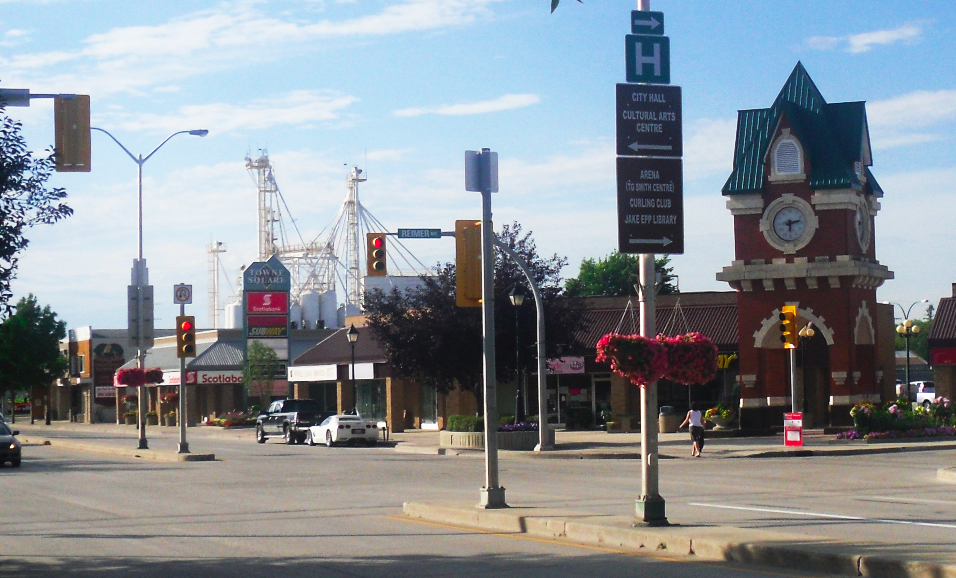
Стайнбак

|                                             | 1996    | 2001    | 2006    | 2011    | 2016    | 2021    |
| ------------------------------------------- | ------- | ------- | ------- | ------- | ------- | ------- |
| Городские агломерации                       |         |         |         |         |         |         |
| Столичная область Виннипег                  | 672 109 | 676 594 | 694 668 | 730 018 | 778 489 | 834 678 |
| 10 крупнейших городских муниципалитетов     |         |         |         |         |         |         |
| Виннипег                                    | 618 477 | 619 544 | 633 451 | 663 617 | 705 244 | 749 607 |
| Брендон                                     | 39 175  | 39 716  | 41 511  | 46 061  | 48 859  | 51 313  |
| Стайнбак                                    | 8 478   | 9 227   | 11 066  | 13 524  | 15 829  | 17 806  |
| Винклер                                     | 7 245   | 7 999   | 9 106   | 10 670  | 12 591  | 13 745  |
| Портидж-ла-Прери                            | 13 077  | 12 976  | 12 728  | 12 996  | 13 304  | 13 270  |
| Томпсон                                     | 14 385  | 13 256  | 13 446  | 13 123  | 13 678  | 13 035  |
| Селкирк                                     | 9 881   | 9 752   | 9 515   | 9 834   | 10 278  | 10 504  |
| Морден                                      | 5 689   | 6 142   | 6 571   | 7 812   | 8 668   | 9 929   |
| Дофин                                       | 8 266   | 8 085   | 7 906   | 8 251   | 8 457   | 8 368   |
| Флин-Флон (часть)                           | 6 861   | 6 267   | 5 836   | 5 592   | 5 185   | 4 940   |
| 5 крупнейших сельских муниципальных округов |         |         |         |         |         |         |
| Ганновер                                    | 9 833   | 10 789  | 11 871  | 14 026  | 15 733  | 17 216  |
| Спрингфилд                                  | 12 162  | 12 602  | 12 990  | 14 069  | 15 342  | 16 142  |
| Таше                                        | 8 273   | 8 578   | 9 083   | 10 284  | 11 568  | 11 916  |
| Сент-Эндрюс                                 | 10 144  | 10 695  | 11 359  | 11 875  | 11 913  | 11 723  |
| Сент-Клементс                               | 8 516   | 9 115   | 9 706   | 10 505  | 10 876  | 11 586  |

## Экономика

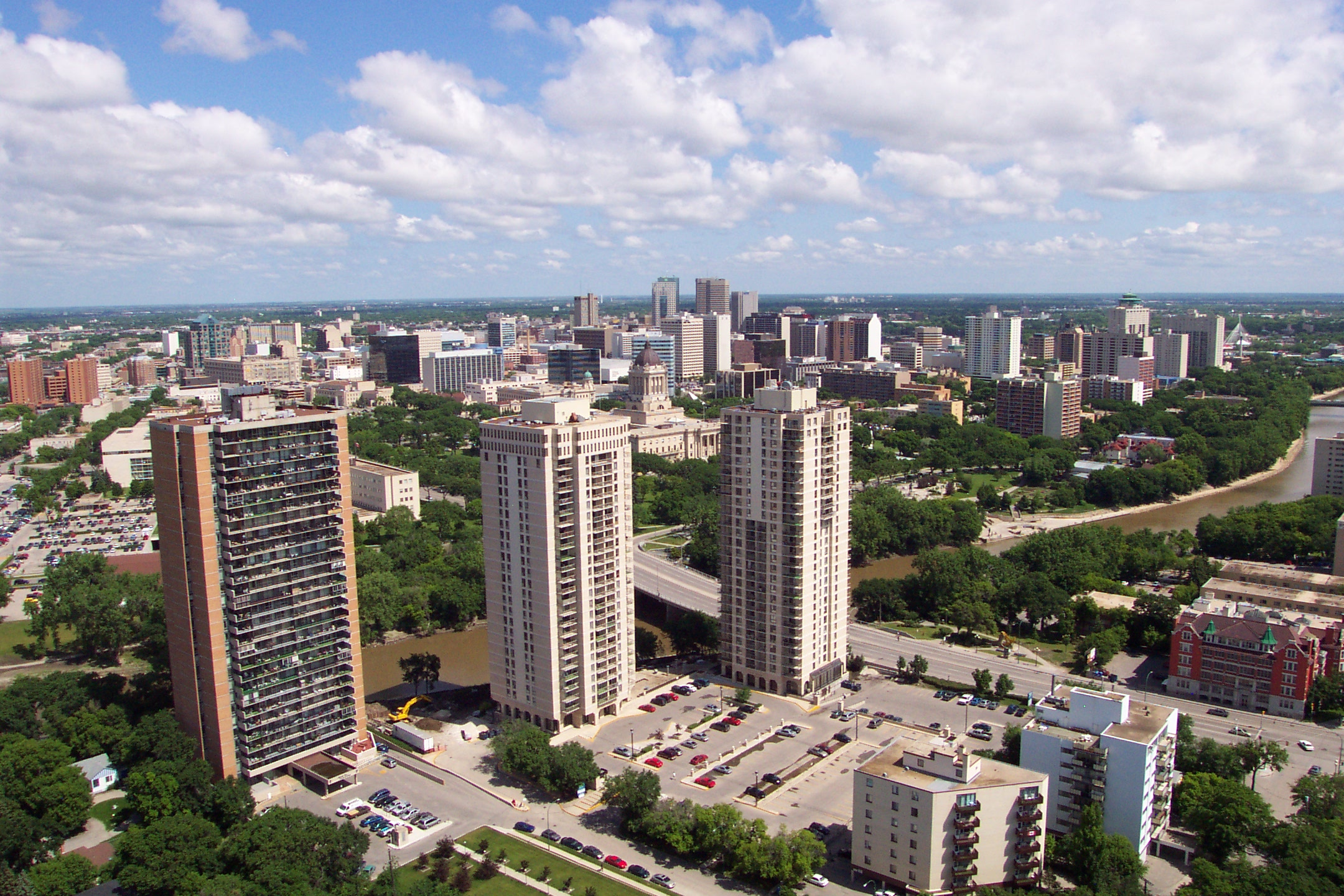
Деловой центр Виннипега

Манитоба имеет стабильную экономику, основанную главным образом на природных ресурсах. Её валовой региональный продукт составил 50 834 млн канадских долларов в 2008 году. ВРП провинции вырос на 2,4 % в 2008 году. Средний доход физических лиц в провинции Манитоба в 2006 году составил 25 100 канадских долларов (по сравнению со средним по стране С $ 26 500), заняв пятое место среди провинций. По состоянию на октябрь 2009 года уровень безработицы в провинции Манитоба составлял 5,8 %
.
Экономика Манитобы в значительной мере опирается на сельское хозяйство, туризм, энергетику, нефтяную, горнодобывающую промышленность и лесное хозяйство. Сельское хозяйство является важным для экономики провинции и сосредоточено в основном в южной части провинции, хотя зерновое хозяйство также ведётся далеко на севере в районе города Пас. Около 12 % сельскохозяйственных земель Канады находятся в провинции Манитоба. Наиболее распространённым типом фермы в сельских районах является животноводческая ферма (34,6 %), затем различные зерновые фермы (19,0 %) и фермы по выращиванию масличных культур (7,9 %). Манитоба является крупнейшим производителем в стране семян подсолнечника и бобовых культур, а также одним из ведущих производителей картофеля. Портидж-ла-Прери является крупным центром по обработке картофеля и местом размещения основных производственных мощностей компаний «Маккейн Фудс» и «Симплот плэнтс», которые обеспечивают поставки картофеля для «McDonald's», «Wendy’s» и других торговых сетей. Компания «Can-Oat Milling», одна из крупнейших по производству овса в мире, также имеет завод в городе.
Самые крупные работодатели в Манитобе — это правительство провинции и государственные институты, включая государственные компании, больницы и университеты. Главные работодатели в частном секторе — это компании «The Great-West Life Assurance Company», «Cargill Ltd» и «James Richardson and Sons Ltd». В Манитобе также развиты туристический и промышленный секторы. Главная туристическая достопримечательность провинции — это наблюдение за полярными животными в городе Черчилл, город — мировой центр наблюдения за белыми медведями и белугами. Манитоба — единственная провинция с глубоководным арктическим портом в городе Черчилл, который связывает провинцию кратчайшим путём с главными торговыми партнёрами в Северной Америке, Европе и Азии.

## Транспорт

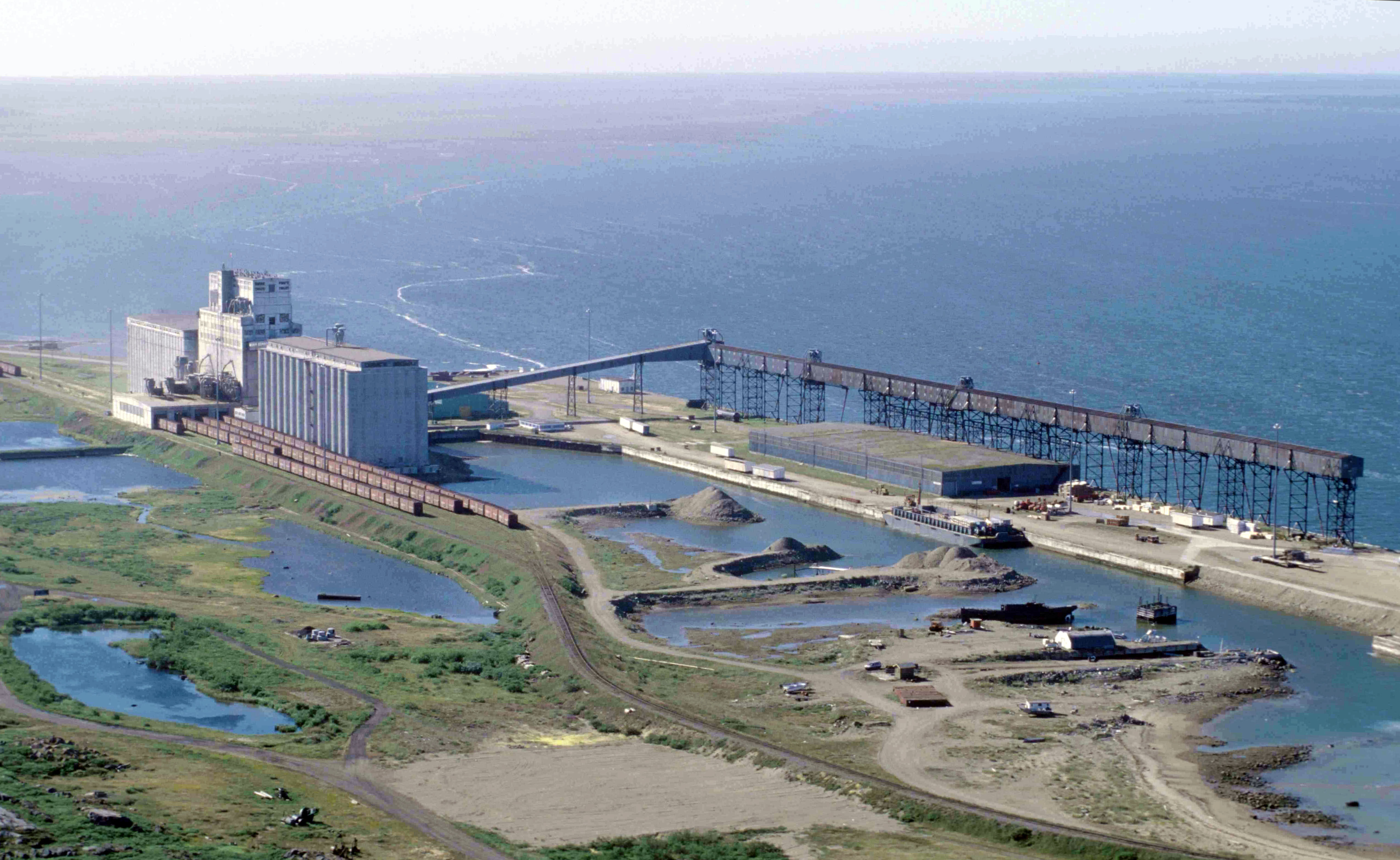
Порт города Черчилл

Транспорт и логистика дают приблизительно 2,2 млрд канадских долларов в экономику провинции. Общая численность занятых в отрасли составляет 34 500 человек, или около 5 % населения Манитобы. Грузовые автомобили перевозят 95 % сухопутных грузов в провинции Манитоба, также 80 % товаров провинции Манитоба направляется в США. Пять из 25 крупнейших канадских работодателей по найму грузоперевозчиков расположили свои штаб-квартиры в провинции Манитоба. 1,18 млрд долларов ВРП провинции Манитоба приходит прямо или косвенно на грузоперевозки.
Компании «Greyhound Canada», «Grey Goose Bus Lines» и «Jefferson Lines» обеспечивают внутренние и международные автобусные рейсы из автобусного терминала Виннипега. Терминал был перенесён из центра города в аэропорт в 2009 году. Муниципалитеты провинции также обслуживаются местными автобусными линиями.
Через Манитобу проходят две железные дороги: Канадская национальная железная дорога и Канадская Тихоокеанская железная дорога. Через Виннипег проходят обе железные дороги, также в городе расположены два мультитранспортных терминала. Протяжённость национальных железных дорог в Манитобе составляет 2439 километров. Большое число региональных и местных железных дорог также предлагают свои услуги: «Hudson Bay Railway», «Southern Manitoba Railway», «Burlington Northern Santa Fe Manitoba», «Greater Winnipeg Water District Railway», и «Central Manitoba Railway». Все вместе региональные железные дороги располагают примерно 1775 километрами путей.

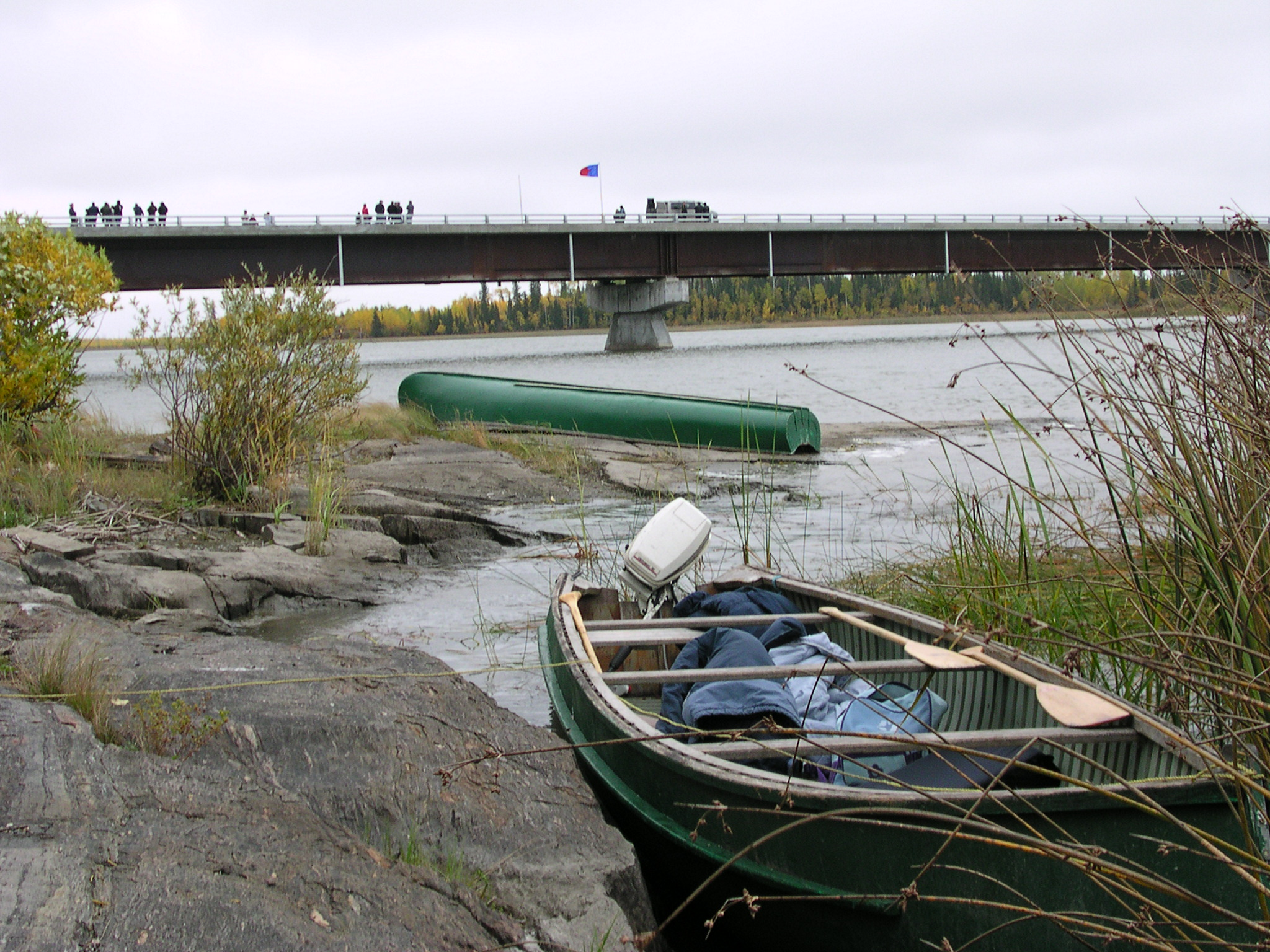
Мост Кичи Сипи

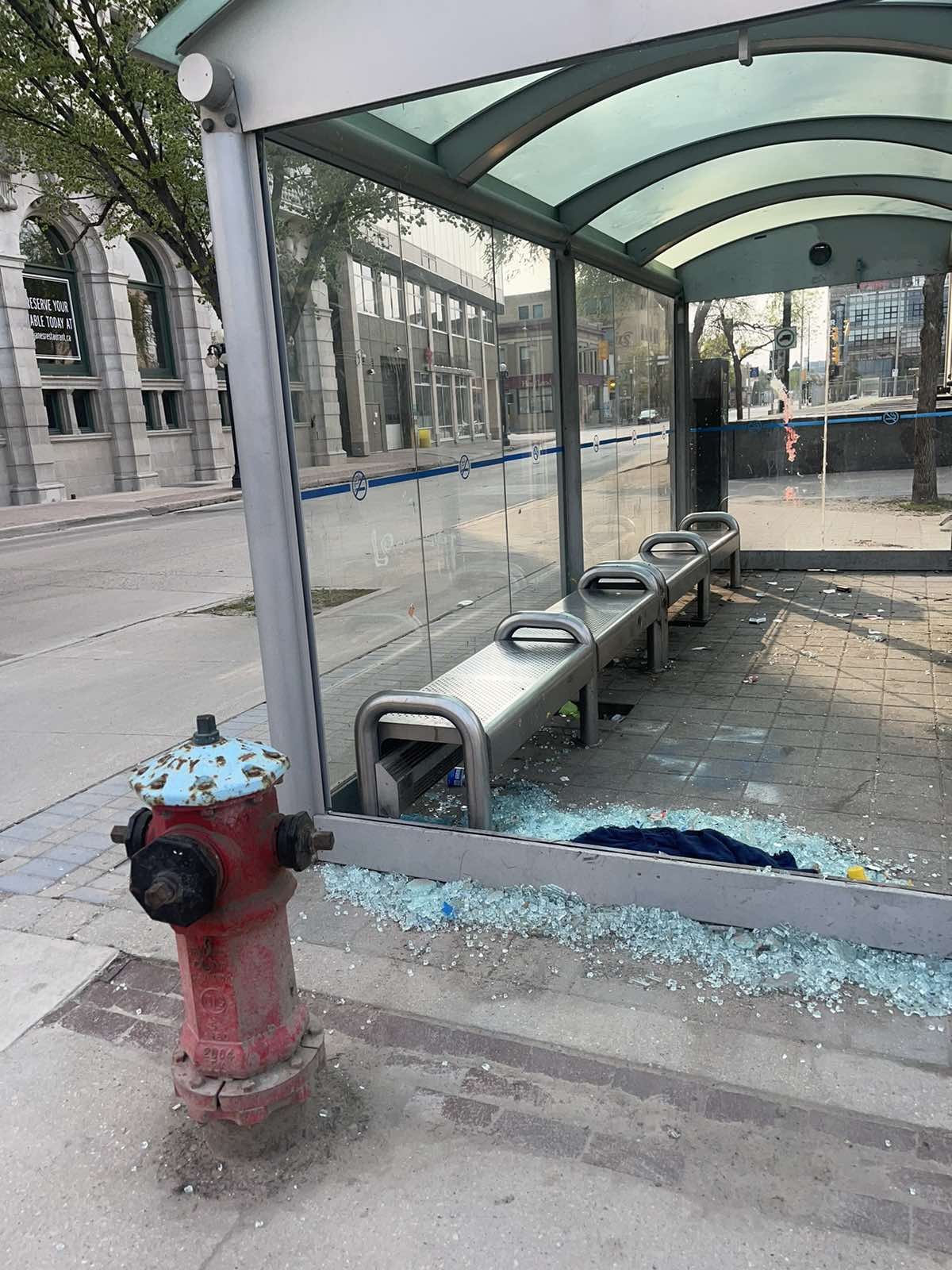
Разбитая автобусная остановка в Винипеге

Самый большой аэропорт в Манитобе — «Международный аэропорт Виннипега имени Джеймса Армстронга Ричардсона» — один из немногих круглосуточно работающих аэропортов в Канаде. Аэропорт обслуживает большое число пассажирских и грузовых рейсов, через аэропорт прошло около 3,5 млн пассажиров в 2007 году, хотя терминал был рассчитан только на 600 000 пассажиров. В настоящее время строятся новый терминал, паркинг и отель. Через аэропорт проходит около 195 000 тонн грузов ежегодно, что делает его третьим по грузообороту в стране.
Одиннадцать региональных авиакомпаний и девять компаний по перевозке грузов используют аэропорт. Виннипег — одно из главных мест сортировки грузов компаний «FedEx» и «Purolator», а также получает трансграничные товары от компании UPS. Авиакомпании «Air Canada» и «Cargojet Airways» используют аэропорт Виннипега как главный пересадочный узел для национального пассажирского трафика.
Порт города Черчилл, принадлежащий компании «OmniTRAX», по морю ближе к портам в Северной Европе и России, чем к любому другому морскому порту в Канаде. Черчилл — это единственный арктический глубоководный морской порт в Канаде. Он имеет четыре глубоководных причала для погрузки и разгрузки зерна, сухих грузов и танкеров. Порт обслуживается железной дорогой Гудзонова залива (которая тоже принадлежит «OmniTRAX»). Зерно составило 90 % грузов порта в 2004 году. В 2004 году более 600 000 тонн сельскохозяйственных грузов было отправлено через порт.

## Правительство

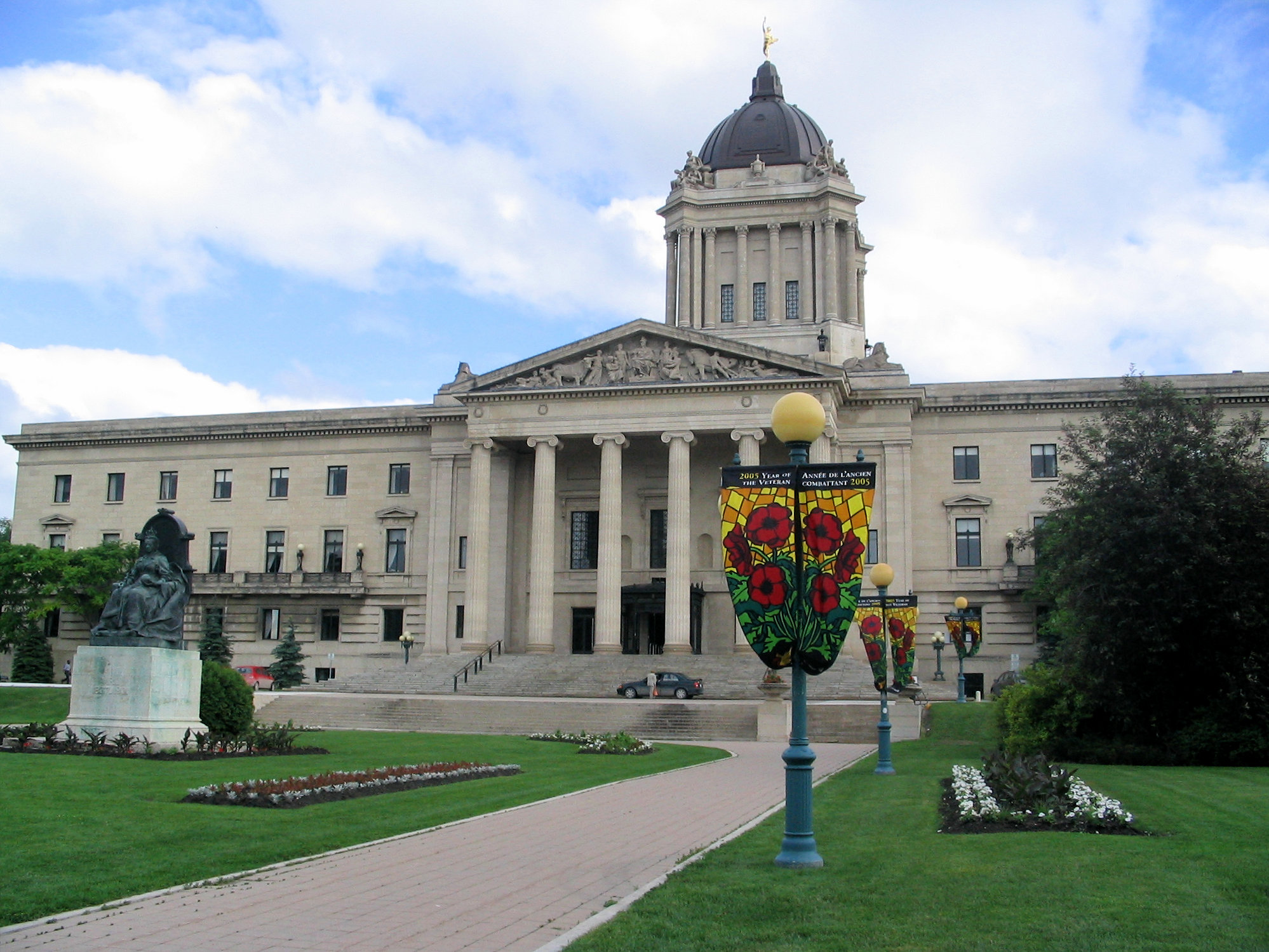
Здание Законодательного собрания Манитобы

После того как контроль над Землёй Руперта был передан от Великобритании Канаде в 1869 году, Манитоба получила полноценные права и обязанности местного самоуправления в качестве первой канадской провинции, выделенной из Северо-Западных территорий. Законодательное собрание Манитобы было создано 14 июля 1870 года. Политические партии впервые возникли между 1878 годом и 1883 годом, с двухпартийной системой (либералы и консерваторы). Объединённые фермеры Манитобы появились в 1922 году, а позже объединились с либералами в 1932 году. Другие партии, в том числе Партия социального кредита Манитобы, появились во время Великой Депрессии; в 1950-х годах политика в Манитобе стала трёхпартийной, и либералы постепенно теряли власть. Новая демократическая партия Манитобы пришла к власти в 1969 году. С тех пор консерваторы и Новая демократическая партия стали доминирующими партиями.
Как и другие канадские провинции, Манитоба управляется однопалатным Законодательным собранием. Исполнительная власть формируется правящей партией, лидер партии становится премьером Манитобы, главой исполнительной ветви власти. Глава государства — британский король Карл III — представлен лейтенант-губернатором Манитобы, который назначается генерал-губернатором Канады по согласованию с премьер-министром. Лейтенант-губернатор следит за тем, чтобы правительство Манитобы было сформировано в соответствии с конституцией.
Законодательное собрание Манитобы состоит из 57 депутатов, избираемых народом Манитобы. Премьер Манитобы Грег Селинджер — лидер НДП. НДП обладает большинством в собрании с 36 местами. Консервативная партия занимает 19 мест, а Либеральная партия 2 места, но не имеет официального статуса партии в Законодательном собрании. Последние всеобщие выборы проводились 22 мая 2007 года. Провинцию на федеральном уровне представляют 14 членов Парламента и 6 сенаторов.
Судебная система Манитобы состоит из Апелляционного суда, Суда королевской скамьи и Провинциального суда. Провинциальный суд занимается в основном уголовными делами, 95 % уголовных дел проходят через данный суд. Суд королевской скамьи — высшая судебная инстанция в Манитобе. У суда есть четыре юрисдикции: семейное право, гражданское право, уголовное право и апелляции. Апелляционный суд слушает дела обоих судов, его решения могут быть обжалованы только в Верховном суде Канады.

### Официальные языки
Английский и французский языки — официальные языки законодательных органов и судов Манитобы, согласно 23 параграфу Закона о Манитобе (части конституции Канады). В апреле 1890 года Законодательное собрание Манитобы попыталось аннулировать официальный статус французского языка и прекратить публикацию законодательных актов на двух языках. Однако, в 1985 году Верховный суд Канады постановил, что Параграф 23 Закона о Манитобе всё ещё действует и публикация законодательных актов только на английском языке незаконна.
Несмотря на то, что французский язык признан официальным для законодательной и судебной властей, Закон о Манитобе не требует, чтобы французский использовался в качестве официального для исполнительной ветви власти. Стратегия обслуживания на французском языке от 1999 года намеревается ввести предоставление государственных услуг на обоих официальных языках. Согласно данным переписи населения 2006 года 89,8 % манитобцев говорят из двух официальных языков только на английском, 0,2 % говорят только на французском, 9,1 % говорят на обоих языках и 0,9 % не говорят ни на одном официальном языке.

## Образование

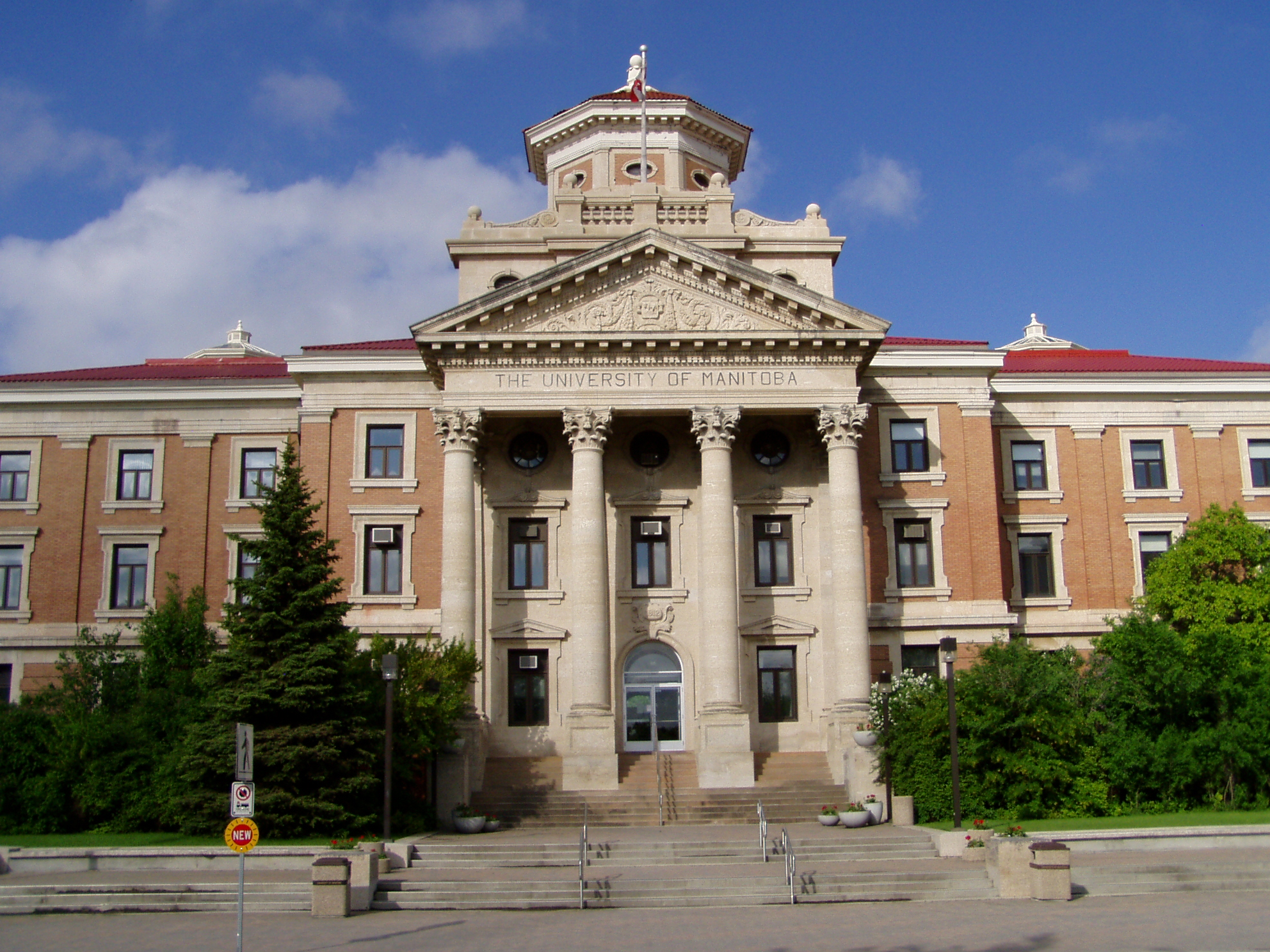
Административное здание Университета Манитобы

Первая школа в Манитобе была основана в 1818 году католическими миссионерами в городе Виннипег, первая протестантская школа была учреждена в 1820 году. Провинциальное Управление образования было учреждено в 1871 году, оно отвечало за государственные школы и учебные программы, в нём были представлены и протестанты, и католики. Конфликт вокруг французского языка в образовании привёл к тому, что французские школы были отодвинуты на второй план, а протестантские английские школы получали привилегии. Законодательство, сделавшее посещение школ обязательным для детей от 7 до 14 лет, было принято в 1916 году, выпускной возраст был поднят до 16 лет в 1962 году.
Общественные школы в Манитобе управляются 37 школьными управлениями (за исключением школ в индейских резервациях, управляемых федеральным правительством). Общественные школы следуют учебным программам, согласованным на уровне провинции, на английском или французском языках. Существует 35 субсидируемых независимых школ. Эти школы обязаны следовать учебным программам, принятым в Манитобе и соответствовать всем другим требованиям, предъявляемым к школам. Также в провинции существует 44 несубсидируемые частные школы, которые не обязаны следовать вышеуказанным стандартам.
В Манитобе есть пять университетов, управляемых Министерством высшего образования и грамотности. Четыре из этих университетов находятся в Виннипеге. Университет Манитобы, самый большой и наиболее разносторонний; Университетский колледж Святого Бонифация — единственный в провинции франкоязычный университет; Университет канадских меннонитов — религиозное учреждение; Университет Виннипега, кампус которого расположен в центре города. Университетский колледж Святого Бонифация был создан в 1818 году и в настоящее время связан с Университетом Манитобы. Он является старейшим университетом в Западной Канаде. Университет Брандона, образованный в 1899 году и расположенный в Брандоне, является самым молодым университетом провинции и единственный расположен за пределами Виннипега.
В Манитобе расположены тридцать восемь публичных библиотек, из них двенадцать имеют значительные собрания на французском языке и восемь — значительные коллекции на других языках. Двадцать одна из них являются частью системы Виннипегской публичной библиотеки. Первая библиотека была открыта в Манитобе в 1848 году.

## Культура
Культура Манитобы находилась под сильным влиянием аборигенов и метисов, сейчас она находится под влиянием современных художественных ценностей Канады, а также испытывает влияние иммигрантов и американских соседей. Министерство культуры, наследия, туризма и спорта ответственно за развитие и иногда за финансирование манитобской культуры, так как большая часть финансирования исходит из неправительственных источников. Манитоба — родина джиги Ред-Ривер, сочетания индейских пауау и европейских танцев, популярных у переселенцев из Европы. Традиционная музыка Манитобы восходит корнями к индейским и метиским мотивам. Также в Манитобе сильны традиции классической европейской культуры. Королевский балет Манитобы, расположенный в Виннипеге, является самой старой балетной труппой в Канаде и самой длительной непрерывно выступающей балетной группой в Северной Америке, титулу «королевская» был дарован в 1953 году королевой Елизаветой II. Симфонический оркестр Виннипега даёт классические представления в концертном зале столетия образования Манитобы.
«Le Cercle Molière» — старейший (основан в 1925 году) в Канаде франкоязычный театр. Театральный центр Манитобы (основан в 1958 году) — старейший в Канаде англоязычный региональный театр. Манитобский театр юного зрителя — первый англоязычный театр, получивший награду Канадского Института Искусств Молодёжи, в театре играются пьесы для детей и подростков. Художественная галерея Виннипега — крупнейшее в Манитобе и шестое в стране собрание, коллекция насчитывает более 20 тысяч работ манитобских и канадских художников.
Группа The Guess Who стала первым канадским музыкальным коллективом, которая добралась до вершины американского хит-парада. Гитарист группы Ренди Бакман позже создал группу Bachman-Turner Overdrive. Нил Янг выступал со Стивеном Стиллзом в Buffalo Springfield, а затем в Crosby, Stills, Nash & Young. В конце 1980-х годов в Виннипеге появилась группа Crash Test Dummies, которая в 1992 году получила Juno Awards как группа года.

### Спорт

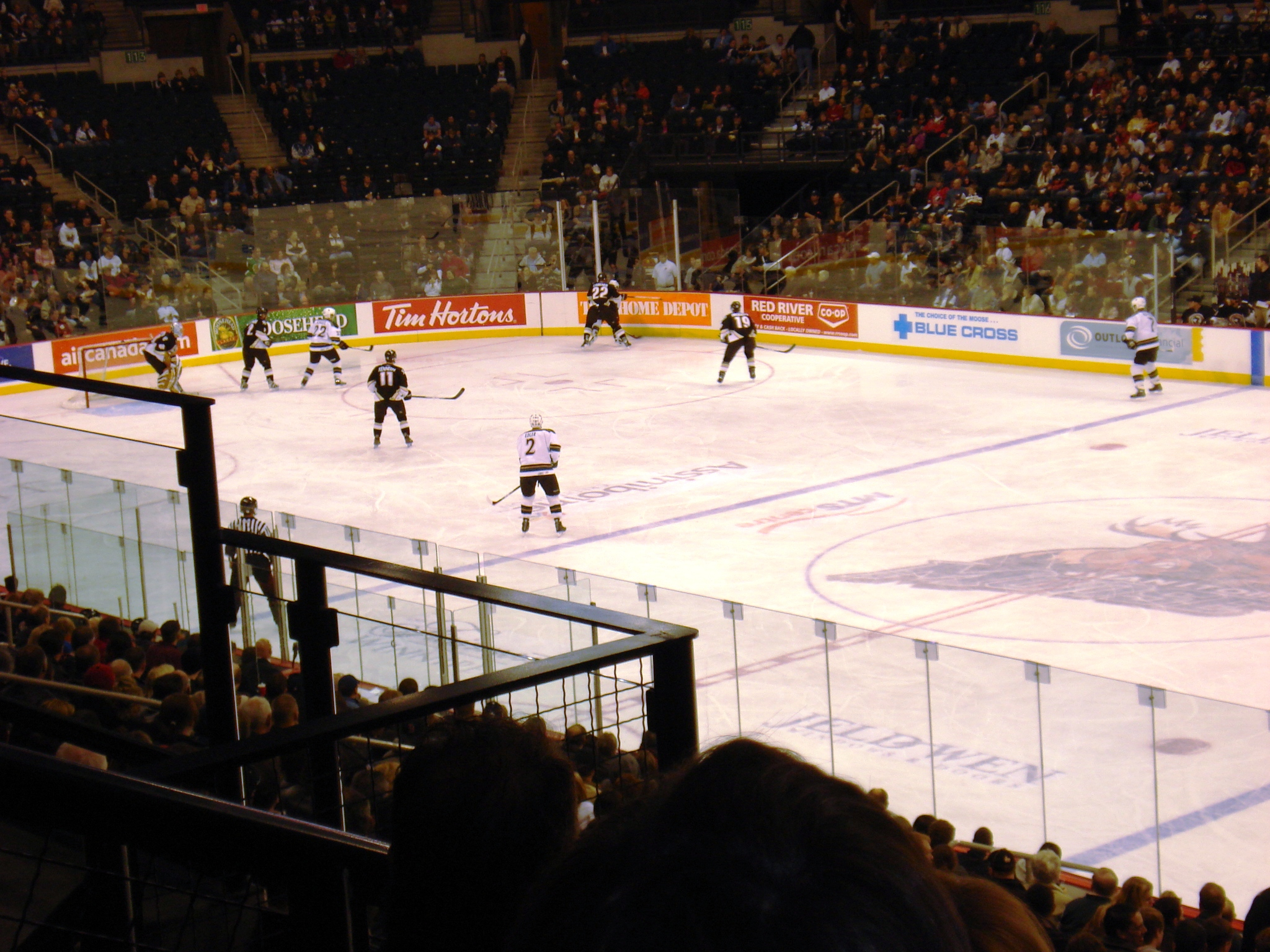
Игра команды Манитоба Мус

В Манитобе есть четыре профессиональные спортивные команды: «Виннипег Блу Бомберс» (американский футбол), «Виннипег Джетс» (хоккей), «Виннипег Голдайс» (бейсбол) и «Виннипег Алянс» (мини-футбол). Провинция представлена в университетской лёгкой атлетике командой Университета Манитобы — «Бизоны», командой Университета Виннипега «Весмен» и командой «Бобкэтс» Университета Брэндона. Все три команды соревнуются в Атлетической ассоциации университетов запада Канады (региональное отделение Канадской лиги межвузовского спорта).

## Военные базы
В международном аэропорту Виннипега располагается база канадских вооружённых сил. Аэропорт служит местом базирования нескольких подразделений и лётных школ, таких как 1-я Канадская авиадивизия и региональный штаб NORAD. 17 авиакрыльев канадских ВВС базируются в аэропорту Виннипега, каждое крыло состоит из трёх эскадрилий и шести школ. Авиакрылья выступают как база для развёртывания штурмовиков CF-18 Hornet, находящихся в структуре NORAD.
Военная база «Шило» находится в 35 километрах к востоку от Брендона. На базе расквартирован 1-й полк королевской канадской конной артиллерии, оба батальона 1-й механизированной бригадной группы. С 2004 года на базе расквартирован Второй батальон лёгкой пехоты. В настоящее время на базе расквартированы 1700 человек личного состава.

## Медицина

Больница Сен-Бонифейс

Как в других провинциях Канады, в Манитобе государственная медицинская страховка покрывает большинство проблем со здоровьем. Однако, как правило, расходы на лекарства и на лечение зубов оплачиваются самими пациентами или их работодателями. Семейные доктора являются первым звеном медицинской системы Манитобы, они направляют пациентов к специалистам в случае необходимости и, как правило, решают несложные проблемы со здоровьем. Как и в остальной Канаде, для Манитобы характерны длительные сроки ожидания приёма специалистов и операций. Существуют несколько центров, в том числе мобильных, для отдалённых территорий, по диагностике и лечению рака.
Больница Сен-Бонифейс расположена в Виннипеге, здесь работают около 700 врачей и около 1500 медсестер. Больничные здания занимают 120 774 м2 (1300000 м²). Ежегодно принимаются около 4000 пациентов в условиях стационара, и около 40 000 амбулаторно. В больнице принимаются ежегодно 5000 родов. Больница Сен-Бонифейс является региональным центром кардиологии, и является одним из двух специализированных объектов для проведения клинических исследований. Она также обеспечивает диагностику и гемодиализ для Виннипегского регионального управления здравоохранения.